# Усохи (Добрушский район)
Усохи (бел. Усохі) — деревня в Круговец-Калининском сельсовете Добрушского района Гомельской области Республики Беларусь.

## География

### Расположение
В 50 км на восток от Добруша, 5 км от железнодорожной станции Лукьяновка (на ветке Тереховка — Круговец), 65 км от Гомеля, 2 км от границы с Украиной.

## Транспортная сеть
Транспортная связь по просёлочной, затем по автомобильной дороге Тереховка — Гомель. 
Планировка состоит из прямолинейной улицы, ориентированной с юго-запада на северо-восток, к которой с севера присоединяется вторая прямолинейная улица. Застройка двусторонняя, деревянная, усадебного типа.

## История
По письменным источникам известна с XVIII века как деревня в Речицком повете Минского воеводства ВКЛ. После 1-го раздела Речи Посполитой (1772 год) в составе Российской империи. В 1776 году работал трактир, во владении фельдмаршала графа П.А. Румянцева-Задунайского, с 1834 года — фельдмаршала князя И.Ф. Паскевича. В 1788 году в Гомельской волости Белицкого уезда Могилёвской губернии. В 1816 году в Зефельдской экономии Гомельского поместья. Согласно переписи 1897 году работали церковно-приходская школа, хлебозапасный магазин, лавка, трактир, в Поповской волости Гомельского уезда. В 1909 году 1505 десятин земли.
С 8 декабря 1926 года по 30 декабря 1927 года центр Усохского сельсовета Краснобудского, с 4 августа 1927 года Тереховского районов Гомельского округа. В 1930 году организован колхоз, работала торфодобывающая артель. Во время Великой Отечественной войны в августе 1941 года и в сентябре 1943 года немецкие фашисты сожгли 142 двора. В 1969 году в деревню переехали жители в настоящее время не существующего посёлка Круглый. В составе колхоза имени М. В. Фрунзе (центр — деревня Круговец-Калинино). Размещались клуб, библиотека, магазин.

## Население

### Численность
- 2004 год — 71 хозяйство, 93 жителя

### Динамика
- 1776 год — 81 двор
- 1788 год — 474 жителя
- 1798 год — 573 жителя
- 1811 год — 106 дворов
- 1834 год — 137 дворов, 749 жителей
- 1880 год — 813 жителей
- 1897 год — 158 дворов, 1009 жителей (согласно переписи)
- 1909 год — 1094 жителя
- 1940 год — 160 дворов
- 1959 год — 553 жителя (согласно переписи)
- 2004 год — 71 хозяйство, 93 жителя